# Jeffrey Wright
Jeffrey Wright, född 7 december 1965 i Washington, D.C, är en amerikansk skådespelare och filmproducent.
År 2000 gifte han sig med skådespelaren Carmen Ejogo och tillsammans har paret två barn. Paret skildes 2014.

## Filmografi (i urval)
- 1991 – Skilda världar (TV-film)
- 1996 – Basquiat – den svarte rebellen
- 2000 – Shaft
- 2001 – Ali
- 2001 – Boycott
- 2003 – Angels in America (TV-miniserie, fem avsnitt)
- 2004 – The Manchurian Candidate
- 2005 – Broken Flowers
- 2005 – Syriana
- 2006 – Lady in the Water
- 2006 – Casino Royale
- 2007 – Invasion
- 2008 – W.
- 2008 – Cadillac Records
- 2008 – Quantum of Solace
- 2011 – Source Code
- 2011 – Extremt högt och otroligt nära
- 2011 – Maktens män
- 2013–2014 – Boardwalk Empire (TV-serie) (20 avsnitt)
- 2013 – The Hunger Games: Catching Fire
- 2014 – The Hunger Games: Mockingjay – Part 1
- 2015 – Den gode dinosaurien (röst)
- 2016–2022 – Westworld (TV-serie)
- 2018 – Game Night
- 2018 – Hold the Dark
- 2019 – The Laundromat
- 2019 – The Goldfinch
- 2021 – The French Dispatch
- 2021 – No Time to Die
- 2021–2023 – What If...? (TV-serie) (röst)
- 2022 – I Am Groot (TV-serie) (röst)
- 2022 – The Batman
- 2023 – Asteroid City
- 2023 – Rustin
- 2024 – The Agency (TV-serie)
- 2023 – American Fiction
- 2025 – The Last of Us (TV-serie)
- 2025 – Highest 2 Lowest
- 2025 – The Wizard of the Kremlin
- 2026 – The Batman Part II